# Guipuzcosoma comasi
Guipuzcosoma comasi är en mångfotingart som beskrevs av Vicente och Jean-Paul Mauriès 1980. Guipuzcosoma comasi ingår i släktet Guipuzcosoma och familjen Vandeleumatidae. Inga underarter finns listade i Catalogue of Life.